# Юзефув (Плешевський повіт)
Юзефув (пол. Józefów) — село в Польщі, у гміні Хоч Плешевського повіту Великопольського воєводства.
Населення — 295 осіб (2011).
У 1975-1998 роках село належало до Каліського воєводства.

## Демографія
Демографічна структура станом на 31 березня 2011 року:
|          | Загалом | Допрацездатний вік | Працездатний вік | Постпрацездатний вік |
| -------- | ------- | ------------------ | ---------------- | -------------------- |
| Чоловіки | 154     | 34                 | 103              | 17                   |
| Жінки    | 141     | 35                 | 78               | 28                   |
| Разом    | 295     | 69                 | 181              | 45                   |